# Холуй-Базинське сільське поселення
Холу́й-Ба́зинське сільське поселення (рос. Холуй-Базинское сельское поселение) — сільське поселення у складі Ононського району Забайкальського краю Росії.
Адміністративний центр — село Холуй-База.

## Історія
Станом на 2002 рік існували Роздольненська сільська адміністрація (село Холуй-База) та Усть-Борзинська сільська адміністрація (село Усть-Борзя).

## Населення
Населення сільського поселення становить 471 особа (2019; 671 у 2010, 1036 у 2002).

## Склад
До складу сільського поселення входять:
| Населений пункт  | Населення, осіб (2002) | Населення, осіб (2010) |
| ---------------- | ---------------------- | ---------------------- |
| Усть-Борзя, село | 557                    | 333                    |
| Холуй-База, село | 479                    | 338                    |